# براء عالم
براء عالِم (26 نوفمبر 1994 -)، مُمثّل سعودي. بدأ براء برغبة العمل في مجال صناعة الأفلام، لكن لصعوبة الدخول في هذا المجال في السابق اتجه لليوتيوب للتحدِّث عبر قناته فيلمر عن شغفه الأوّل وهو السينما والتي كانت عنصر أساسي في تشكيل هويّته وثقافته. شارك براء في فيلم شمس المعارف بدور البطولة.

## حياته الشخصية
براء هو ابن الشاعر حسين عالِم والمعلّمة إيمان جمعة. حاصل على بكالوريوس في الإعلام من جامعة الملك عبد العزيز في جدة.

## أعماله

### أفلام
| سنة الإنتاج | الفيلم      | بمشاركة                                                              |
| ----------- | ----------- | -------------------------------------------------------------------- |
| 2020        | شمس المعارف | صهيب قدس.                                                            |
| 2022        | سكة طويلة   | فاطمة البنوي، عبد المحسن النمر.                                      |
| 2023        | تشيللو      | سامر إسماعيل، جيرمي آيرونز                                           |
| 2023        | حوجن        | نور الخضراء، ونايف الظفيري، والعنود سعود، ومحسن منصور، وشيماء الطيب. |
| 2024        | مبتعث       | نايف الظفيري، حابس حسين                                              |
| 2024        | صيفي        | أسامة القس، عائشة كاي، نور الخضراء، حسام الحارثي.                    |
| 2024        | أحلام العصر | صهيب قدس، حكيم جمعة، فاطمة البنوي.                                   |

### مسلسلات
| سنة الإنتاج | المسلسل     | بمشاركة                           |
| ----------- | ----------- | --------------------------------- |
| 2020        | الشك        | قصي خولي، فاطمة البنوي.           |
| 2025        | شارع الأعشى | إلهام علي، تركي اليوسف، خالد صقر. |

## وصلات خارجية
- براء عالم على موقع IMDb (الإنجليزية)
- براء عالم على موقع روتن توميتوز (الإنجليزية)
- براء عالم على موقع قاعدة بيانات الأفلام العربية
- براء عالم على موقع ألو سيني (الفرنسية)
- براء عالم على موقع أول موفي (الإنجليزية)
- براء عالم على موقع قاعدة بيانات الفيلم (الإنجليزية)
- براء عالم على موقع ليتربوكسد (الإنجليزية)
- براء عالم على موقع كينوبويسك (الروسية)